# 川島はるな
川島 はるな（かわしま はるな、1993年4月12日 - ）は、静岡県藤枝市出身の女子サッカー選手。ノジマステラ神奈川相模原所属。ポジションはミッドフィールダー。

## 来歴

### ユース
日本サッカー協会（JFA）が推進する中学・高校の6年間を対象としたサッカーのエリート教育機関・養成システムであるJFAアカデミー福島の一期生である。
U-17日本女子代表の中心選手であり、タイで行われたAFC U-16女子選手権2009では全5試合に出場し6得点。初戦のチャイニーズタイペイ戦では6得点を挙げ、試合のMVPも受賞した。チームは第3位となり、トリニダード・トバゴで行われる第2回FIFA U-17女子ワールドカップへの出場権を獲得した。本大会でも全6試合に出場し、チームの準優勝に貢献した。

### シニア
アカデミー卒業後は海外も含めて所属チームを探していたが、2012年7月にベガルタ仙台レディースへの入団が発表された。
2015年、ノジマステラ神奈川相模原へ移籍。菅野将晃監督によりボランチにコンバートされ、2016年のなでしこリーグ2部優勝、2017年の第39回皇后杯準優勝、2018年のなでしこリーグ1部3位に貢献した。
2017年8月26日の伊賀FCくノ一戦でなでしこリーグ通算100試合出場を、2020年8月30日のジェフユナイテッド市原・千葉レディース戦で通算150試合出場を達成した。
2021年、サンフレッチェ広島レジーナへ完全移籍。
2023年6月26日、ノジマステラ神奈川相模原への復帰が発表された。

## エピソード
楢葉中学校時代には陸上部としても活動していた。得意種目はサッカーで培ったスタミナを活かした1500m走で、中学3年時には東北大会にも出場した。
アカデミー所属時代の2011年4月26日、プロ野球のヤクルト - 巨人戦で始球式を行った。

## 所属クラブ
- 2003年 - 2004年 高洲スポーツ少年団
- 2004年 - 2006年 藤枝FC
- 2006年 - 2011年 JFAアカデミー福島（楢葉町立楢葉中学校→福島県立富岡高等学校）
- 2012年7月 - 2015年 ベガルタ仙台レディース
- 2015年 - 2020年 ノジマステラ神奈川相模原
- 2021年 - 2023年 サンフレッチェ広島レジーナ
- 2023年 - 現在 ノジマステラ神奈川相模原

## 個人成績

### クラブ
| 国内大会個人成績 | 国内大会個人成績           | 国内大会個人成績 | 国内大会個人成績 | 国内大会個人成績 | 国内大会個人成績 | 国内大会個人成績 | 国内大会個人成績 | 国内大会個人成績 | 国内大会個人成績 | 国内大会個人成績 | 国内大会個人成績 |
| 年度             | クラブ                     | 背番号           | リーグ           | リーグ戦         | リーグ戦         | リーグ杯         | リーグ杯         | オープン杯       | オープン杯       | 期間通算         | 期間通算         |
| 年度             | クラブ                     | 背番号           | リーグ           | 出場             | 得点             | 出場             | 得点             | 出場             | 得点             | 出場             | 得点             |
| 日本             | 日本                       | 日本             | 日本             | リーグ戦         | リーグ戦         | リーグ杯         | リーグ杯         | 皇后杯           | 皇后杯           | 期間通算         | 期間通算         |
| ---------------- | -------------------------- | ---------------- | ---------------- | ---------------- | ---------------- | ---------------- | ---------------- | ---------------- | ---------------- | ---------------- | ---------------- |
| 2008             | JFAアカデミー福島          | 14               | -                | -                | -                | -                | -                | 2                | 0                | 2                | 0                |
| 2009             | JFAアカデミー福島          | 11               | -                | -                | -                | -                | -                | 1                | 0                | 1                | 0                |
| 2010             | JFAアカデミー福島          | 7                | チャレンジEAST   | 11               | 3                | -                | -                | 2                | 2                | 13               | 5                |
| 2011             | JFAアカデミー福島          | 7                | チャレンジEAST   | 14               | 8                | -                | -                | 2                | 0                | 16               | 8                |
| 2012             | ベガルタ仙台レディース     | 23               | チャレンジ       | 5                | 1                | -                | -                | 0                | 0                | 5                | 1                |
| 2013             | ベガルタ仙台レディース     | 18               | なでしこ         | 6                | 0                | 8                | 0                | 2                | 1                | 16               | 1                |
| 2014             | ベガルタ仙台レディース     | 18               | なでしこ         | 8                | 1                | -                | -                | 0                | 0                | 8                | 1                |
| 2015             | ノジマステラ神奈川相模原   | 18               | なでしこ2部      | 27               | 11               | -                | -                | 2                | 0                | 29               | 11               |
| 2016             | ノジマステラ神奈川相模原   | 7                | なでしこ2部      | 18               | 5                | 8                | 0                | 3                | 0                | 29               | 5                |
| 2017             | ノジマステラ神奈川相模原   | 7                | なでしこ1部      | 18               | 2                | 8                | 1                | 5                | 0                | 31               | 3                |
| 2018             | ノジマステラ神奈川相模原   | 7                | なでしこ1部      | 18               | 2                | 8                | 0                | 3                | 0                | 29               | 2                |
| 2019             | ノジマステラ神奈川相模原   | 7                | なでしこ1部      | 18               | 0                | 9                | 1                | 3                | 0                | 30               | 1                |
| 2020             | ノジマステラ神奈川相模原   | 7                | なでしこ1部      | 18               | 2                | -                | -                | 3                | 0                | 21               | 2                |
| 2021-22          | サンフレッチェ広島レジーナ | 7                | WE               | 20               | 2                | -                | -                | 2                | 0                | 22               | 2                |
| 2022-23          | サンフレッチェ広島レジーナ | 7                | WE               | 8                | 0                | 3                | 2                | 2                | 0                | 13               | 2                |
| 2023-24          | ノジマステラ神奈川相模原   | 17               | WE               | 22               | 0                | 5                | 0                | 1                | 0                | 28               | 0                |
| 2024-25          | ノジマステラ神奈川相模原   | 17               | WE               |                  |                  | 4                | 0                | 2                | 0                | 6                | 0                |
| 通算             | 日本                       | 日本             | 1部              | 136              | 9                | 45               | 4                | 23               | 1                | 204              | 15               |
| 通算             | 日本                       | 日本             | 2部              | 75               | 28               | 8                | 0                | 9                | 2                | 92               | 30               |
| 通算             | 日本                       | 日本             | その他           | -                | -                | -                | -                | 3                | 0                | 3                | 0                |
| 総通算           | 総通算                     | 総通算           | 総通算           | 211              | 37               | 53               | 4                | 35               | 3                | 299              | 44               |

- 日本女子サッカーリーグ
  - 初出場 - 2010年4月4日 チャレンジリーグEAST 第1節 AC長野パルセイロ・レディース戦 (南長野運動公園総合球技場)[20]
  - 初得点 - 2010年5月16日 チャレンジリーグEAST 第7節 清水第八プレアデス戦 (アウトソーシングスタジアム日本平)[20]

- WEリーグ
  - 初出場 - 2021年9月12日 第1節 ちふれASエルフェン埼玉戦 (熊谷スポーツ文化公園陸上競技場)[21]
  - 初得点 - 2021年10月10日 第5節 大宮アルディージャVENTUS戦 (NACK5スタジアム大宮)[21]

- 国内リーグ戦出場数
  - 通算200試合出場 - 2024年3月20日 2023-24 WEリーグ 第11節 AC長野パルセイロ・レディース戦 (相模原ギオンスタジアム)

### 代表
- U-16日本女子代表
  - 2009年 AFC U-16女子選手権2009（3位）
- U-17日本女子代表
  - 2010年 2010 FIFA U-17女子ワールドカップ（準優勝）
- U-19日本女子代表
  - 2011年 AFC U-19女子選手権2011（優勝）
- U-20日本女子代表候補（2012年）

## タイトル

### クラブ
- ノジマステラ神奈川相模原
  - なでしこリーグ2部: 1回 (2016)

### 代表
- U-19日本女子代表
  - AFC U-19女子選手権: 1回 (2011)

## 出演

### スポーツ番組
- 夢はなでしこ!〜陽子とはるな 2人の成長物語〜 （テレビ静岡　2012年12月2日）

田中陽子とともに出演